# Markow-Operator
Ein Markow-Operator bezeichnet in der Stochastik und der Ergodentheorie einen Operator auf einem passenden Funktionenraum, der beschränkte, messbare Funktionen auf ebensolche abbildet und dabei die Masse erhält. Eng verknüpft mit dem Begriff ist der Begriff der Markow-Halbgruppe.
Die Terminologie ist nicht ganz einheitlich in der Literatur. Häufig versteht man unter einem Markow-Operator einen Integraloperator
{\displaystyle (P_{t}f)(x)=\int _{E}f(y)p_{t}(x,\mathrm {d} y),\quad x\in E},
der durch einen Wahrscheinlichkeitskern {\displaystyle p_{t}(x,A)} definiert wurde, und bezeichnet die Übergangshalbgruppe {\displaystyle \{P_{t}\}_{t\geq 0}} als Markow-Halbgruppe. Markow-Operatoren und deren Markow-Halbgruppen lassen sich aber auch ganz abstrakt definieren, ohne dass eine solche Kern-Darstellung existieren muss und diese werden im Artikel behandelt. Damit eine Kern-Darstellung existiert, darf der zugrundeliegende Messraum nicht beliebig sein und muss gewisse gute Eigenschaften besitzen, wie es zum Beispiel bei einem polnischen Raum der Fall ist. Eine dieser Eigenschaften ist, dass sich ein Wahrscheinlichkeitsmaß {\displaystyle \mu (\mathrm {d} x,\mathrm {d} y)} auf der Produkt-σ-Algebra überhaupt in einen Kern zerlegen lässt.
Im Artikel behandeln wir lineare Markow-Operatoren, es können aber auch nicht-lineare Markow-Operatoren betrachtet werden. Des Weiteren meinen wir mit einem Markow-Operator einen Operator auf den messbaren Funktionen, dieser induziert aber auch einen Markow-Operator auf den Maßen, die dazugehörige Halbgruppe nennen wir duale Halbgruppe.
Markow-Operatoren sind nach Andrei Markow benannt.

## Definitionen

### Markow-Operator
Sei {\displaystyle (E,{\mathcal {F}})} ein Messraum und {\displaystyle V} eine Menge von reellen, messbaren Funktionen {\displaystyle f:(E,{\mathcal {F}})\to (\mathbb {R} ,{\mathcal {B}}(\mathbb {R} ))}.
Ein linearer Operator {\displaystyle P} auf {\displaystyle V} heißt Markow-Operator, wenn folgendes gilt
1. {\displaystyle P} bildet beschränkte, messbare Funktionen auf beschränkte, messbare Funktionen ab.
2. Sei {\displaystyle \mathbf {1} } die konstante Funktion {\displaystyle x\mapsto 1}, dann gilt {\displaystyle P(\mathbf {1} )=\mathbf {1} }. (Erhaltung der Masse / Markow-Eigenschaft)
3. Falls {\displaystyle f\geq 0}, dann gilt {\displaystyle Pf\geq 0}. (Erhaltung der Positivität)

#### Abweichende Definitionen
Es existieren abweichende Definitionen des Markow-Operators, gleich sind der 2. und 3. Punkt (Erhaltung der Masse und der Positivität) aber manche Autoren ersetzen den 1. Punkt. Der Markow-Operator wird dann üblicherweise auf den {\displaystyle L^{p}}-Banachräumen als {\displaystyle P:L^{p}(X)\to L^{p}(Y)} mit der Eigenschaft
{\displaystyle \|Pf\|_{Y}=\|f\|_{X},\quad \forall f\in L^{p}(X)}
definiert. Dies entspricht gerade der Eigenschaft, dass Dichten auf Dichten abgebildet werden.

### Invariantes Maß
Sei {\displaystyle (E,{\mathcal {F}})} ein Messraum und {\displaystyle \mu } ein positives, σ-endliches Maß darauf. Weiter sei {\displaystyle {\mathcal {P}}=\{P_{t}\}_{t\geq 0}} eine Familie von Operatoren auf {\displaystyle (E,{\mathcal {F}})}. Dann nennt man {\displaystyle \mu } invariant unter {\displaystyle {\mathcal {P}}}, wenn für jede beschränkte, positive und messbare Funktion {\displaystyle f:E\to \mathbb {R} } und jedes {\displaystyle t\geq 0}
{\displaystyle \int _{E}P_{t}f\mathrm {d} \mu =\int _{E}f\mathrm {d} \mu }
gilt.

### Markow-Halbgruppe
Sei {\displaystyle {\mathcal {P}}=\{P_{t}\}_{t\geq 0}} eine Familie von Markow-Operatoren definiert auf der Menge der beschränkten, messbaren Funktionen auf {\displaystyle (E,{\mathcal {F}})}. Dann heißt {\displaystyle {\mathcal {P}}} eine Markow-Halbgruppe, wenn
1. {\displaystyle P_{0}=\operatorname {Id} }.
2. {\displaystyle P_{t+s}=P_{t}\circ P_{s}} für alle {\displaystyle t,s\geq 0}.
3. ein σ-endliche Maß {\displaystyle \mu } auf {\displaystyle (E,{\mathcal {F}})} existiert, welches invariant unter {\displaystyle {\mathcal {P}}} ist.

### Duale Halbgruppe
Jede Markow-Halbgruppe {\displaystyle {\mathcal {P}}=\{P_{t}\}_{t\geq 0}} induziert auch eine duale Halbgruppe {\displaystyle (P_{t}^{*})_{t\geq 0}} durch 
{\displaystyle \int _{E}P_{t}f\mathrm {d\mu } =\int _{E}f\mathrm {d} \left(P_{t}^{*}\mu \right).}
Wenn {\displaystyle \mu } invariant unter {\displaystyle {\mathcal {P}}} ist, dann bedeutet dies {\displaystyle P_{t}^{*}\mu =\mu }.

### Infinitesimale Generator
Seien nun {\displaystyle \{P_{t}\}_{t\geq 0}} eine Familie beschränkter, linearer Markow-Operatoren auf dem Hilbert-Raum {\displaystyle L^{2}(\mu )}, wobei {\displaystyle \mu } wieder das invariante Maß bezeichnet. Der infinitesimale Generator {\displaystyle L} der Markow-Halbgruppe {\displaystyle {\mathcal {P}}=\{P_{t}\}_{t\geq 0}} ist definiert als
{\displaystyle Lf=\lim \limits _{t\downarrow 0}{\frac {P_{t}f-f}{t}},}
wobei seine Domäne {\displaystyle D(L)} der {\displaystyle L^{2}(\mu )}-Raum der Funktionen ist, für die dieser Grenzwert existiert und in {\displaystyle L^{2}(\mu )} liegt,
{\displaystyle D(L)=\left\{f\in L^{2}(\mu ):\lim \limits _{t\downarrow 0}{\frac {P_{t}f-f}{t}}{\text{ existiert und ist in }}L^{2}(\mu )\right\}.}

## Kern-Darstellung eines Markow-Operators
Damit die in der Einleitung angesprochene Kern-Darstellung eines Markow-Operators {\displaystyle P} existiert, muss der darunter liegende Messraum {\displaystyle (E,{\mathcal {F}})} folgende Eigenschaften erfüllen:
1. Jedes Wahrscheinlichkeitsmaß {\displaystyle \mu :{\mathcal {F}}\times {\mathcal {F}}\to [0,1]} lässt sich in {\displaystyle \mu (\mathrm {d} x,\mathrm {d} y)=k(x,\mathrm {d} y)\mu _{1}(\mathrm {d} x)} zerlegen, wobei {\displaystyle \mu _{1}} die Projektion auf die erste Komponente ist und {\displaystyle k(x,\mathrm {d} y)} ein Wahrscheinlichkeitskern.
2. Es existiert eine abzählbare Familie, welche die σ-Algebra {\displaystyle {\mathcal {F}}} erzeugt.

Definiert man nun ein σ-endliches Maß auf {\displaystyle (E,{\mathcal {F}})}, so lässt sich zeigen, das jeder Markow-Operators {\displaystyle P} eine Kern-Darstellung bezüglich {\displaystyle k(x,\mathrm {d} y)} besitzt.

## Beispiele

### Die Wärmeleitungs-Halbgruppe
Ein wichtiges Beispiel ist die Wärmeleitungs-Gruppe (englisch heat semigroup), welche auch bronwsche Halbgruppe genannt wird. Die Wärmeleitungs-Gruppe {\displaystyle \{P_{t}\}_{t\geq 0}} auf {\displaystyle \mathbb {R} ^{n}} wird durch
{\displaystyle P_{t}f(x)=\int _{\mathbb {R} ^{n}}f(y)p_{t}(x,y)\mathrm {d} y}
mit der gaußschen Kernel-Dichte
{\displaystyle p_{t}(x,y)={\frac {1}{(4\pi t)^{n/2}}}\exp \left({\frac {-|x-y|^{2}}{4t}}\right)}
erzeugt (es wird bezüglich des Lebesgue-Maßes integriert). Der infinitesimale Generator der Wärmeleitungs-Halbgruppe ist der Laplace-Operator {\displaystyle \Delta }.